# Котяча акула галапагоська
Котяча акула галапагоська (Bythaelurus giddingsi) — акула з роду Bythaelurus родини Котячі акули. Інша назва «котяча акула Гіддінгса», яку названо на честь американського режисера й підводного фотографа А.Гіддінгса, одного з організаторів проекту «Галапагоси» на телеканалі Діскавері.

## Опис
Загальна довжина досягає 50 см. Голова подовжена, становить 21-24% довжина усього тіла, тупа, округла. Морда коротка. Очі відносно великі, трохи овальної форми, з мигальною перетинкою. За ними розташовані маленькі бризкальця. Ніздрі середнього розміру. Присутні носові клапани. Рот широкий. Зуби дрібні, з багатьма верхівками. У неї 5 пар зябрових щілин. Тулуб стрункий. Грудні плавці великі, трикутної форми з округлими кінчиками. Має 2 невисокі спинних плавця однакового розміру, розташовані у хвостовій частині. Анальний плавець майже дорівнює задньому спинному плавцю. Хвостовий плавець вузький, гетероцеркальний, його нижня лопать майже не розвинена.
Забарвлення шоколадно-коричневе. Черево білуватого кольору. На спині, з боків й на плавцях присутні світлі плями.

## Спосіб життя
Тримається на глибинах від 400 до 562 м. Воліє до піщаних, мулистих, мулисто-піщаних ґрунтів. Полює на здобич біля дна. Живиться глибоководними ракоподібними, невеличкою донною рибою.
Це яйцекладна акула. Самиця відкладає 2 яйця.

## Розповсюдження
Мешкає в акваторії Галапагоського архіпелагу.